# BlackBerry 8707h
BlackBerry 8707h（ブラックベリー 8707h）は、カナダのリサーチ・イン・モーション (RIM) 製のBlackBerryシリーズのスマートフォンである。日本のほか、アメリカ、ヨーロッパ、アジア、豪州と世界中で発売されている。

## 概要
2006年に、BlackBerryでは初のW-CDMA対応機8707シリーズが、リサーチ・イン・モーションからリリースされたため、同年9月に、初めて日本でNTTドコモのFOMA回線で利用可能となり、日本で初めてBlackBerry Enterprise Service (BES) と共に発売されたBlackBerry端末である。発売当初はOS自体が日本語に対応しておらず、表示言語、入力言語ともに英語（カナダ製のため）となっていたため、NTTドコモUSAのnamiメールという日本語用メールアプリなどが利用されていた。、2007年7月に 日本語の表示および入力機能を備えたOSバージョン4.2.2がリリースされ、OSを入れなおすことで、日本語の入力が可能となった。2008年8月には個人でもプッシュ型のメールやメッセンジャーやネットサーフィン、その他アプリケーションが利用可能なBlackBerry Internet Service (BIS) も開始され、9月にはBES、BIS共に利用可能なBlackBerry Dual Serviceに対応した。

## 仕様（テンプレート以外）
- OS（デバイスソフトウェア）
  - BlackBerry 8707h Device Software ver.4.2.2.208[1]ドコモスマートフォンサイトにてデバイスソフトウェアの更新可能[2]
- 外部接続機能 Bluetooth® Ver.2.0（headset、handsfree、serialport、DUN、PBAP）
- miniUSBコネクタ（USB 2.0）
- 言語 入力：英、独、仏、伊、西、中、日
- 表示：英、独、仏、伊、西、中、日
- メモリ RAM：64MB（フラッシュ）
- 主なアプリケーション
  - メーラー
  - アタッチメント・ビューアー（Word、Excel、PDF、PowerPoint、JPEG、GIF、TIFF、BMP、テキスト、Zip。ファイルの種類や内容によっては閲覧できない場合がある。）
  - メッセンジャー
  - ブラウザ

## 機能
Eメール
POP3・IMAP4・Exchange Server・Notes等のメールサーバに対応。メールの着信はプッシュ型電子メールとなる。Microsoft Officeファイル・PDF・画像ファイル（GIF・JPEG・PNG）・TXT・ZIPの閲覧が可能。vCardが添付についている場合、vCardデータがアドレス帳に追加可能。
WebメールもPush発着信可能（Gmail・Yahoo!メール・Hotmail・Livedoor Mail etc）
インスタントメッセンジャー
1対1 1対n人（BlackBerryメッセンジャーの場合）でのメッセンジャー 着信するとバイブレーションや着信音で通知される。
BIS・BES共通メッセンジャー
- BlackBerryメッセンジャー

BlackBerry同士複数人でメッセージの送受信が可能。裏でメールやPINメッセンジャーが動いている。
- PINメッセンジャー

BlackBerryのPINを使ったメッセージのやり取り
BES限定メッセンジャー
- Microsoft Office Communicator and Live Communications Server
- IBM Lotus Sametime
- NovellGroupWise Messenger

BIS限定メッセンジャー
- Google Talk
- Yahoo! Messenger
- Windows Live メッセンジャー
- AOL Instant Messenger等

通話
- 国内ではNTTドコモのFOMA2GHzエリアでの通話が可能（プラスエリア非対応）
- 海外ではNTTドコモ（国際ローミング(World Wing)）対応

SMS
- SMSは国内ではNTTドコモのFOMA2GHzエリアでの利用が可能（プラスエリア非対応）
- 海外ではNTTドコモ（国際ローミング(World Wing)）対応 国際SMS利用可能

PIM&カレンダー
- スケジュール・アドレス帳・ToDo・メモ帳・BlackBerryカレンダ

BESはMicrosoft Exchange Server、Lotus NotesのPIM機能と
BISはGoogleカレンダーとリモート同期
デスクトップソフトウェアを介しUSBでOutlookやLotus Notes等PCのオーガナイザーとの同期が図れる。（詳細次章参照）
ブラウザ
- BlackBerryブラウザ（BES用ブラウザ）
- Internetブラウザ（BIS用ブラウザ）

（iモード非対応）その他Opera Mini等利用可能
地図機能
- Google Maps・BlackBerry Map等 乗り換え案内 GPS連携等

その他プリインストール
- 電卓・アラーム・パスワードキーパー・世界時計・ゲーム

その他ダウンロード可能アプリ
- ゲーム・ニュース・天気予報・株価情報・バンキング・Opera Mini・Googleアプリ等々（英語版が中心）

## 主な付属品
- ACアダプタ（トラベルチャージャー）
- USBケーブル
- 電池パック
- イヤホンマイク
- キャリングケース

## 保守
メーカーブランド端末あんしんサービスがうけられる。そのため、3年間は故障修理無料、破損の場合（全損、水没などを除く。）も修理代金が税別5,000円以内となる。
その他に、ドコモ・スマートフォン・ケアによる、電話での操作・設定方法等のサポートを行っている。

## 歴史
- 2006年6月28日　RBD52UWのテュフ・ラインランド・ジャパン(TUV)による技術基準適合証明の工事設計認証（工事設計認証番号005XYAA0018、005NYDA0070）
- 2006年7月25日　RBD52UWのTUVによる技術基準適合認定の設計認証（設計認証番号A06-0066005）
- 2006年9月26日　法人向けに販売開始。
- 2007年7月　　　日本語の表示および入力機能を備えたOSバージョン4.2.2がリリースされ、日本語環境で利用が可能となった。
- 2008年8月1日　 個人向けにBlackBerry Internet ServiceもNTTドコモより販売が開始された[3]。
- 2008年9月1日　 BlackBerry Dual Service開始。あわせてBlackBerryデータ通信パック開始。

## 注記
1. ↑  8707ｈ仕様（NTTドコモ）
2. ↑  8707hソフトウェアダウンロード（同上）
3. ↑  ブラックベリーインターネットサービス（同上）